# 알비스

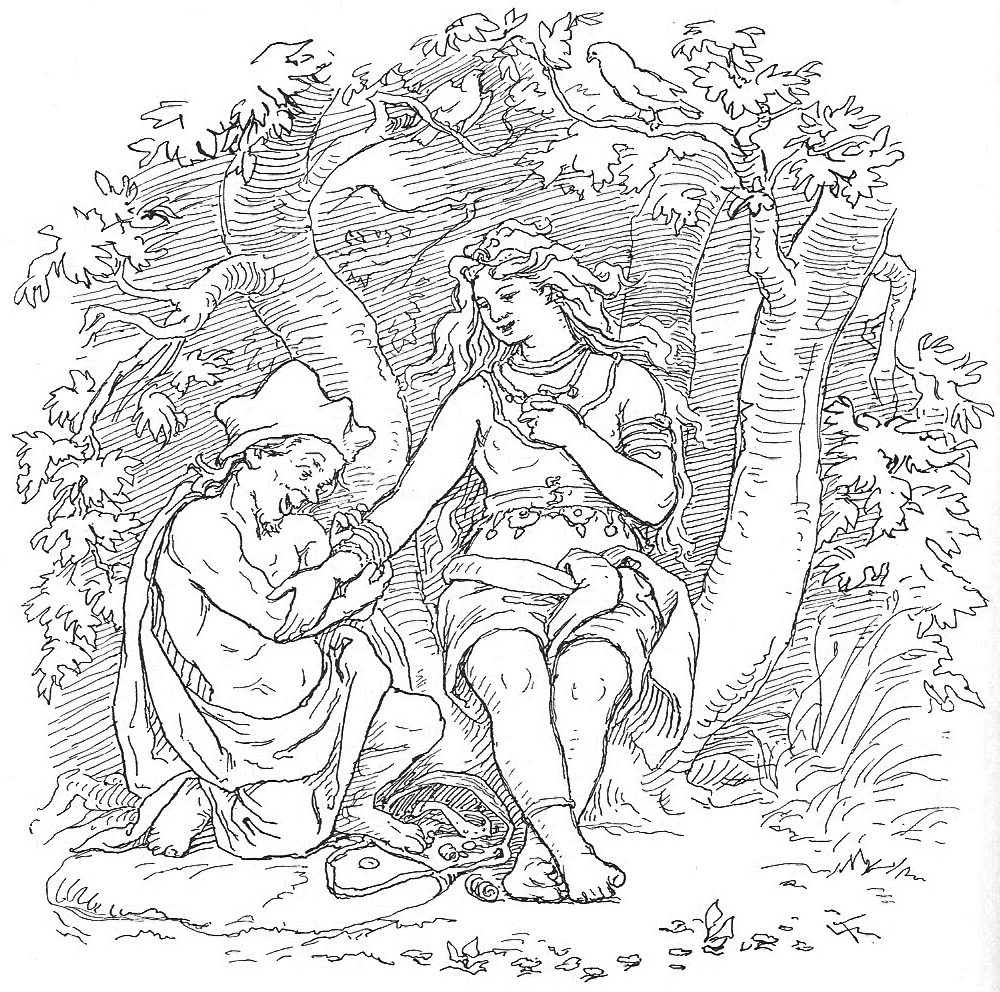
알비스(왼쪽)과 스루드

알비스(Alvis,→모든것에 지혜로운)는 북유럽 신화에 나오는 드웨르그이다.
토르의 딸 스루드와의 결혼이 약속되었지만, 토르는 이 결혼을 원하지 않았다. 그래서 꾀를 내어 알비스를 불러 알비스의 총명함을 시험하였지만, 알비스는 토르의 질문에 막힘 없이 답하였다. 그러나 그는 드웨르그였기 때문에, 질문에 답하던 중에 햇빛을 받고 돌로 변하였다. 이로 인해 결국 스루드와의 결혼은 무산되었다고 한다.
닐 가이먼의 소설 미국의 신들에서도 작게나마 등장한다.